# Bernice Stegers
Bernice Stegers est une actrice britannique spécialisée dans les séries télévisées.

## Filmographie

### Cinéma
- 1971 : Les Doigts croisés (To Catch a Spy) de Dick Clement : la  jeune fille russe
- 1980 : La Cité des femmes (La città delle donne) de Federico Fellini : l'inconnue dans le train
- 1980 : Baiser macabre (Macabro) de Lamberto Bava : Jane Baker
- 1981 : Quartet de James Ivory : Miss Nicholson
- 1981 : Les Années lumière d'Alain Tanner : Betty
- 1983 : Xtro, d'Harry Bromley Davenport : Rachel Phillips
- 1991 : Beltenebros de Pilar Miró
- 1994 : Quatre mariages et un enterrement (Four Weddings and a Funeral) de Mike Newell
- 2009 : Vacances à la grecque (My Life in Ruins) de Donald Petrie : Maria
- 2017 : Désobéissance (Disobedience) de Sebastián Lelio : tante Fruma

### Télévision
- 1982 : Coming Out of the Ice (téléfilm) : la coiffeuse
- 1995 : Little Lord Fauntleroy (mini-série télévisée) : Lady Fauntleroy
- 2002 : Tipping the Velvet (mini-série télévisée) : Mrs Denby
- 2005 : The Inspector Lynley Mysteries (série télévisée) : Denning
- 2005 : Casualty (série télévisée) : Sofia Morelli
- 2005 : Sensitive Skin (en) (série télévisée): la femme dans le salon
- 2019 : Les Derniers Tsars : La reine douairière Dagmar de Danemark

### À trier
- 2013 : Harriet and the Matches (court-métrage) : la voix du chat
- 2006 : Fainaru fantajî XII (jeu vidéo) : la voix du Roi Gerun
- 2001 : Please! (court-métrage) : l'agent
- 2001 : Julies Geist : Madam
- 1997 : Rag Nymph (mini-série télévisée) : Berenice Crane-Bolder
- 1997 : The Garden of Redemption (téléfilm) : Renata
- 1997 : Family Money (série télévisée) : Ella
- 1994 : A Dark Adapted Eye (téléfilm) : Vranni
- 1993 : To Play the King (mini-série télévisée) : princesse Charlotte
- 1992 : Ruth Rendell Mysteries (série télévisée) : Joanne Garland
- 1992 : Dead Romantic (téléfilm) : Annie
- 1991 : Beltenebros la femme de Darman
- 1991 : Bergerac (série télévisée) : Anne-Claire Leighton
- 1990 : May to December (série télévisée)
- 1990 : Medics (série télévisée) : Sarah
- 1990 : Little Sir Nicholas (série télévisée) : Mrs Tremaine
- 1989 : Prisoners of Childhood (mini-série télévisée)
- 1987 : The Bretts (série télévisée) : Tatyana
- 1987 : The Girl : Eva Berg
- 1986 : Sky Bandits : comtesse Olga
- 1984 : Ellis Island (mini-série télévisée) : Renata
- 1984 : Sharma and Beyond (téléfilm) : Gabriella
- 1983 : Studio (série télévisée) : Kate
- 1982 : Tales of the Unexpected (série télévisée) : Kaye
- 1982 : Doll's Eye : Jane
- 1981 : Enemy of the State (téléfilm) : Alena
- 1980 : Macabro : Jane Baker
- 1979 : A Family Affair (mini-série télévisée) : Renate
- 1979 : The Great Riviera Bank Robbery : la femme policier
- 1977 : Van der Valk (série télévisée) : Anna Kuylen
- 1977 : The Phoenix and the Carpet (série télévisée) : Madame
- 1976 : The New Avengers (série télévisée) : Operator
- 1976 : Dickens of London (mini-série télévisée) : Lady
- 1976 : Life and Death of Penelope (série télévisée) : Imogen
- 1975 : Within These Walls (série télévisée) : Sonia Grossman